# Капу (Ярва)
Ка́пу (ест. Kapu küla) — село в Естонії, у волості Ярва повіту Ярвамаа.

## Населення
Чисельність населення на 31 грудня 2011 року становила 39 осіб.

## Географія
Через населений пункт проходить автошлях 39 (Тарту — Йиґева — Аравете). Від села починаються дороги 25 (Мяекюла — Коеру — Капу) та 15124 (Капу — Ракке — Паасвере)

## Історія
З 20 лютого 1992 до 21 жовтня 2017 року село входило до складу волості Коеру.